# Приволжский (Татарстан)
Приволжский — посёлок в Спасском районе Татарстана. Административный центр Приволжского сельского поселения.

## География
Находится в юго-западной части Татарстана на расстоянии приблизительно 2 км по прямой на восток по прямой от районного центра города Болгар на берегу Куйбышевского водохранилища.

## История
Основан в 1955 году переселенцами из села Ново-Мордово, попавшего в зону затопления Куйбышевского водохранилища.

## Население
Постоянных жителей было: в 1970 — 493, в 1979 — 459, в 1989 — 476, в 2002 — 469 (русские 77 %), 465 — в 2010.